# São Julião de Moreira (meteorito)
El meteorito de São Julião de Moreira es un meteorito metálico de 162 kg de peso encontrado en Moreira do Lima (Portugal) en 1877.
Es uno de los dos sideritos más masivos encontrados en la península ibérica, siendo el otro el de Zaragoza.

## Historia
El meteorito de São Julião de Moreira fue encontrado en São Julião de Moreira, cerca de Ponte de Lima (Portugal), durante unos trabajos agrícolas. Estaba enterrado a 1,2 m de profundidad en una depresión de granito desintegrado.
Se piensa que la caída del meteorito tuvo lugar hace mucho tiempo, ya que la parte exterior estaba muy alterada, recubierta por una costra de limonita de varios cm de grosor. Cuando fue descubierto y recuperado, el meteorito pesaba 162 kg, si bien se desprendían de él fragmentos con mucha facilidad. 
De forma aproximadamente esférica, tenía 0,91 m de circunferencia mínima y 1,07 m de circunferencia máxima.
En 1883 el meteorito fue llevado a Lisboa y fue vendido en Viena en torno a 1889.
Actualmente se desconoce el paradero de la mayor parte del mismo, habiendo muestras dispersas por museos de todo el mundo. En Portugal, hay un fragmento de 0,49 kg de peso en el Instituto Superior Técnico.

## Composición
Las secciones decapadas del meteorito muestran una mezcla confusa de estructura de Widmanstiitten y granos irregulares de camacita con anchas cintas de schreibersita. La schreibersita es extremadamente pura y no está asociada con troilita, daubreelita, cromita o cohenita.
En este meteorito se ha identificado roaldita ((Fe, Ni)4N), mineral que aparece formando placas alineadas de forma sistemática y repetitiva. A pesar de la deformación plástica, se observa que la precipitación de roaldita está vinculada a la orientación de la matriz de camacita.
En cuanto a su composición elemental, el meteorito consta mayoritariamente de hierro (aproximadamente un 93%), níquel (6,1%) y cobalto (1,0%). Destaca su contenido en fósforo, estimado en un 0,9%, el 85% del mismo formando grandes cristales de schreibersita. Otros elementos presentes en este meteorito son germanio (107 ppm), galio (46,2 ppm) e iridio (0,012 ppm), lo que permite su catalogación como meteorito férrico de tipo IIB.

## Clasificación
El meteorito de São Julião de Moreira es una octaedrita muy gruesa con bandas de camacita de un ancho mayor de 3,3 mm, estrechamente relacionada con los meteoritos de Sikhote-Alin y de Ainsworth, así como con otros meteoritos férricos del grupo IIB. Es uno de los meteoritos más ricos en fósforo que se conocen, solo superado por el de La Primitiva, el de Tombig-bee y algún otro.